# Лебедев, Василий Николаевич
Василий Николаевич Лебедев — советский хозяйственный, государственный и политический деятель.

## Биография
Родился в 1910 году в Сестрорецке. Член КПСС.
С 1929 года — на хозяйственной, общественной и политической работе. В 1929—1983 гг. — инженерный работник в Ленинграде, участник Великой Отечественной войны, заместитель начальника политотдела 215-й стрелковой дивизии, заместитель командира 197-го истребительного артполка по политчасти, заместитель командира 49-го зап. Артиллерийского полка по политчасти, заместитель начальника управления кадров Министерства связи СССР, инспектор отдела электропромышленности и связи ЦК ВКП(б), заместитель заведующего сектором Транспортного отдела ЦК ВКП(б), заведующий сектором связи Транспортного отдела ЦК ВКП(б), инструктор Промышленно-транспортного отдела ЦК КПСС, заведующий сектором Отдела
транспорта и связи ЦК КПСС, заместитель министра связи СССР по кадрам, начальник управления руководящих кадров и учебных заведений Министерства связи СССР, заместитель министра связи СССР по кадрам.
Умер в Москве в 2001 году.